# Йоргос Мантатіс
Йоргос Мантатіс (грец. Γιώργος Μανθάτης, нар. 11 травня 1997) — грецький футболіст, півзахисник клубу «Паніоніос».

## Клубна кар'єра
Народився 11 травня 1997 року. Вихованець футбольної школи клубу «Олімпіакос». У сезоні 2015/16 дебютував у першій команді, зігравши дві гри у Кубку Греції. Але лише 18 грудня 2016 року дебютував за рідний клуб у грецькій Суперлізі у поєдинку проти «Панетоліікоса», вийшовши на заміну на 57-ій хвилині замість Феліпе Пардо. Всього в дебютному сезоні, який став чемпіонським, Мантатіс провів 11 зустрічей, забив 1 м'яч, 21 січня 2017 року у ворота «Ксанті».
Втім, так і не ставши основним гравцем «Олімпіакос», Мантатіс здавався в оренди в інші клуби вищого дивізіону, провівши сезон 2017/18 у клубі «ПАС Яніна», а 2018/19 у «Паніоніосі». Станом на 10 січня 2019 року відіграв за клуб з Неа-Смірні 7 матчів в національному чемпіонаті.

## Виступи за збірні
2013 року дебютував у складі юнацької збірної Греції, взяв участь у 22 іграх на юнацькому рівні, відзначившись 4 забитими голами.
З 2016 року залучався до складу молодіжної збірної Греції. На молодіжному рівні зіграв у 10 офіційних матчах, забив 3 голи.
У березні 2017 року був вперше викликаний в основну грецьку команду, проте участь в офіційних і товариських іграх не брав.

## Титули і досягнення
- Чемпіон Греції (1):

«Олімпіакос»: 2016–17